# 698년

## 연호
- 무주(武周) 성력(聖曆) 원년
- 발해(渤海) 천통(天統) 원년

## 기년
- 무주(武周) 측천황제(則天皇帝) 9년
- 신라(新羅) 효소왕(孝昭王) 7년
- 발해(渤海) 진국공(震國公) 3년 / 고왕(高王) 원년

## 사건
- 천문령 전투
- 발해(渤海)가 대조영(高王, 고왕)에 의해 건국되다. 고왕이 발해의 초대 국왕으로 즉위하다.
- 걸사비우, 발해 개국 일등공신이 됨.
- 이슬람, 동로마 제국의 카르타고를 점령하다.

## 사망
- 발해(渤海) 고왕(高王)의 아버지 대중상(大仲象)
- 말갈(靺鞨)의 무신(武臣) 걸사비우(乞四比羽)